# Pozarzecze
Pozarzecze (lit. Užupis) – kolonia na Litwie, w okręgu wileńskim, w rejonie wileńskim, w gminie Sużany, nad Żejmianą.

## Historia
W dwudziestoleciu międzywojennym zaścianek leżący w Polsce, w województwie wileńskim, w powiecie wileńsko-trockim, w gminie Niemenczyn. W 1931 miejscowość liczyła 11 mieszkańców, zamieszkałych w 1 budynku.
Po II wojnie światowej w granicach Związku Sowieckiego. Od 1991 na niepodległej Litwie.